# 笑顔の合図
「笑顔の合図」（えがおのあいず）は、WEAVERの2枚目のシングル。2011年12月21日にA-Sketchから発売された。

## 概要
前作「Hard to say I love you 〜言い出せなくて〜」から約1年6ヶ月ぶりのシングル。表題曲「笑顔の合図」は、TBS系バラエティ番組『Asian Ace』のエンディングテーマとして書き下ろされた。
初回プレス分にのみ『「笑顔の合図」ピアノ独奏曲杉本雄治手書き楽譜』が封入されている。

## 収録曲
| 全作詞: 河邉徹（#4,#5は除く）、全作曲: 杉本雄治、全編曲: WEAVER、亀田誠治（#4は除く）。 |                                                        |                        |            |      |
| #                                                                                       | タイトル                                               | 作詞                   | 作曲・編曲 | 時間 |
| 1.                                                                                      | 「笑顔の合図」                                         | 河邉徹 （#4,#5は除く） | 杉本雄治   | 4:52 |
| 2.                                                                                      | 「66番目の汽車に乗って」                               | 河邉徹 （#4,#5は除く） | 杉本雄治   | 6:00 |
| 3.                                                                                      | 「泣きたいくらい幸せになれるよ」                       | 河邉徹 （#4,#5は除く） | 杉本雄治   | 5:49 |
| 4.                                                                                      | 「笑顔の合図 杉本雄治独奏曲」(Piano Instrumental Ver.) | 河邉徹 （#4,#5は除く） | 杉本雄治   | 2:55 |
| 5.                                                                                      | 「笑顔の合図」(Instrumental)                           | 河邉徹 （#4,#5は除く） | 杉本雄治   | 4:49 |
| 合計時間:                                                                               | 合計時間:                                              | 24:25                  |            |      |

## 楽曲解説
1. 笑顔の合図
TBS系『Asian Ace』エンディングテーマとして書き下ろされた楽曲[1]。
2. 66番目の汽車に乗って
WEAVERを結成した初期の頃に出来た曲で[3]、インディーズ時代に最初にレコーディングした楽曲[4]。
3. 泣きたいくらい幸せになれるよ
フジテレビTWO『恋愛観察バラエティー あいのり2』セカンドシーズンの挿入歌に起用された楽曲[1]。